# Fons Monetari Africà
El Fons Monetari Africà serà una institució financera de la Unió Africana, tot i que amb els anys les seves responsabilitats seran transferides al Banc Central Africà. Aquesta institució és una de les tres futures institucions financeres de la Unió Africana. Tindrà la seu a Yaoundé, al Camerun.